# Dinamo Viktor Stavropol
Maillots
Dernière mise à jour : 10 octobre 2022.
Le Dinamo Viktor Stavropol est un club de handball situé à Stavropol en Russie. Fondé en 1993, il évolue en Super League depuis 1997.

## Histoire

### Le handball à Stavropol
Comme beaucoup de sport, le handball est arrivé en Russie par les universités et l'université d'agronomie de Stavropol, nommée "Буревестник", remporta plusieurs championnats universitaires.
Le handball dans cette université devient ensuite également féminin puisqu'une section universitaire de handball féminin voit le jour, nommé "Азот".

### Le Dinamo Viktor Stavropol
En 1993, le premier club de handball officiel est créé à Stavropol.
De 1993 à 1997, le Dinamo évolue en Ligue russe (division 2) puis en 1997, le club accède à la Super League (D1)  et depuis les résultats sont stable, classé souvent en deuxième partie du classement, le Dinamo a réussi également à bien se classer avec une quatrième place en 2010 et une très belle troisième place en 2017, synonyme de campagne européenne. 
Qualifié au deuxième tour de la Coupe Challenge, Stavropol accède au troisième tour en évinçant le VHC Sviesa Vilnius.

### Palmarès
- Vainqueur de la Coupe de Russie (1) : 2022
- Championnat de Russie
  - Deuxième en 2020[3]
  - Troisième en 2021
- Finaliste de la Supercoupe de Russie (en) (1) : 2022

### Parcours
Le parcours du club est
| Saison    | Niveau | Rang |
| --------- | ------ | ---- |
| 1993-1994 | 3      | 8    |
| 1993-1994 | 3      | 6    |
| 1994-1995 | 3      | 4    |
| 1995-1996 | 2      | 7    |
| 1996-1997 | 2      | 4    |
| 1997-1998 | 1      | 9    |
| 1998-1999 | 1      | 9    |
| 1999-2000 | 1      | 7    |
| 2000-2001 | 1      | 10   |
| 2001-2002 | 1      | 9    |
| 2002-2003 | 1      | 10   |

| Saison    | Niveau | Rang |
| --------- | ------ | ---- |
| 2003-2004 | 1      | 11   |
| 2004-2005 | 1      | 10   |
| 2005-2006 | 1      | 9    |
| 2006-2007 | 1      | 7    |
| 2007-2008 | 1      | 7    |
| 2008-2009 | 1      | 9    |
| 2009-2010 | 1      | 11   |
| 2010-2011 | 1      | 11   |
| 2011-2012 | 1      | 10   |
| 2012-2013 | 1      | 7    |
| 2013-2014 | 1      | 7    |

| Saison    | Niveau | Rang | Europe                  |
| --------- | ------ | ---- | ----------------------- |
| 2014-2015 | 1      | 9    | NQ                      |
| 2015-2016 | 1      | 6    | NQ                      |
| 2016-2017 | 1      | 4    | NQ                      |
| 2017-2018 | 1      | 4    | C4 : 1/4 de finale      |
| 2018-2019 | 1      | 4    | C4 : 1/4 de finale      |
| 2019-2020 | 1      | 2    | C4 : 1/4 (arrêté)       |
| 2020-2021 | 1      | 3    | C3 : tour préliminaire  |
| 2021-2022 | 1      | 9    | C3 : disqualifié en 1/4 |
| 2022-2023 | 1      | ...  | NQ                      |

Légende pour les coupes d'Europe : C3= Ligue européenne ; C4=Coupe Challenge/Coupe européenne ; NQ : non qualifié.

### Logo

Ancien logo
Logo actuel